# Olivier Toulouze
Pas d'image ? Cliquez ici

a Compétitions nationales et continentales officielles uniquement.

Dernière mise à jour le 25 octobre 2012.
Olivier Toulouze, né le 25 décembre 1970, est joueur français de rugby à XV évoluant principalement au poste d'arrière et parfois comme ailier.

## Biographie
Natif de Lourdes, c'est avec l'US Coarraze Nay qu'il commence sa carrière en première division en 1992.
Il signe ensuite au FC Lourdes l'année suivante, club avec lequel il remontera en groupe A. Après avoir été relégué, Lourdes remporte le championnat de France groupe B en 1995.
L'année suivante il suit son entraîneur Nano Capdouze au FC Grenoble juste après l’ère des « Mammouths » lors de la saison 1995-1996.
Pendant son année grenobloise, le 1er novembre 1995, il est invité avec les Barbarians français pour jouer contre la Nouvelle-Zélande au stade Mayol de Toulon. Les Baa-Baas s'inclinent 19 à 34 mais ce jour-là, il réalise le Coup du chapeau face aux All Blacks en marquant les 3 essais de son équipe.  
Puis il joue successivement avec l'USA Perpignan lors de la saison 1996-1997, l'AS Montferrand de 1997 à 1999. Le 11 novembre 1998, il joue de nouveau avec les Barbarians français contre l'Argentine à Bourgoin-Jallieu. Les Baa-Baas s'imposent 38 à 30.
Avec l'AS Montferrand, il remporte le challenge européen en 1999 et est finaliste du championnat de France en 1999, où le club auvergnat perd 15 à 11 contre le Stade toulousain.
En 1999 il rejoint le Stade montois et reste jusqu'en 2003,.
Par la suite, il rejoint le club de la Jeunesse sportive Villeneuve-de-Marsan avec qui il atteint la finale du championnat de Fédérale 3 en 2007.

## Palmarès
Avec le FC Lourdes
- Championnat de France première division groupe B :
  - Vainqueur (1) : 1995

Avec l'AS Montferrand
- Bouclier européen :
  - Vainqueur (1) : 1999
- Championnat de France :
  - Finaliste (1) : 1999

Avec JS Villeneuve de Marsan
- Championnat de Fédérale 3
  - Finaliste (1) : 2007 avec la JS Villeneuve-de-Marsan